# Tomáš Pešina z Čechorodu
Tomáš Jan Pešina z Čechorodu (19. prosince 1629 Počátky – 3. srpna 1680 Praha) byl český katolický duchovní, dějepisec a spisovatel. Od roku 1674 byl titulárním biskupem samandrijským.

## Život
Tomáš Pešina, pokračovatel Bohuslava Balbína, generální vikář a kapitulní děkan sv. Víta v Praze, milovník českého jazyka a sběratel, se narodil 19. prosince 1629 v Počátkách v rodině místního řezníka, který se sem přistěhoval okolo roku 1610 z Okrouhlé Radouně. Od roku 1643 studoval na jezuitském gymnáziu v Jindřichově Hradci, od r. 1648 studoval na jezuitské akademii v Klementinu v Praze. Stal se mistrem literárního umění a bakalářem teologie. Roku 1653 byl vysvěcen na kněze a přidělen jako kaplan do Kostelce nad Orlicí.

### Církevní kariéra
Roku 1655 se stal děkanem v Kostelci nad Orlicí. Od 1657 působil jako děkan v Litomyšli. O rok později (1658) byl jmenován biskupským vikářem poloviny Chrudimského kraje. V roce 1663 se stal kanovníkem kapituly v Litoměřicích, dále byl kanovníkem Vyšehradské kapituly a o dva roky později byl jmenován kanovníkem u sv. Víta v Praze. Roku 1668 byl prohlášen scholastikem, téhož roku byl jmenován císařským radou a brzy na to i císařským falckrabětem.
V církevní hierarchii postupoval stále výše, 4. května roku 1670 byl zvolen a instalován děkanem Metropolitní kapituly, dále se stal oficiálem a generálním vikářem pražského arcibiskupa Matouše Ferdinanda Sobka z Bilenberka. Roku 1674 jej císař Leopold I. jmenoval titulárním biskupem samandrijským. Není jasné, zda přijal zároveň svěcení pomocným pražským biskupem.

### Historiograf a sběratel relikvií
- I při svém církevním povolání systematicky pěstoval ušlechtilé záliby. Byl moravským historiografem a mimořádně horlivým sběratelem a pořadatelem svatých relikvií. Celý soubor relikvií, přivezený z hradu Karlštejna, adjustoval do oltáře v Martinické kapli svatovítské katedrály, další vystavil na oltářích či upravil pro Svatovítský poklad. Sestavil dva katalogy relikvií s jejich historií (Phosphorus septicornis,1673; Thesaurus in lucem protractus, 1674, druhý též v českém překladu).
- Ve spisu Ucalegon Germaniae, Italiae et Poloniae popsal turecké výboje do Evropy. Byl také prvním, kdo pojmenoval autora nejstarší české kroniky, tak zvaného Dalimila. Za svého působení ve svatovítské katedrále se osobně stýkal i s císařem Leopoldem Habsburským.
- Pobídnut svými profesory a starším kolegou Bohuslavem Balbínem zabýval se systematicky moravskou historií, roku 1663 vydal v Litomyšli latinský spis Prodromus Moravographiae, v češtině označený jako Moravopis. Ve třech svazcích se věnoval historii Moravy. Ještě v roce 1676 vydal Mars Moravicus. Tato díla byla dlouhou dobu hlavním pramenem poznání moravské zemské historie. Hlavním zdrojem informací pro sepsání Moravopisu byl desetidílný rukopis protestantského historika Pavla Skály ze Zhoře „Historie církevní“. Kvůli studiu těchto svazků navštívil Pešina třikrát české exulanty ve Slezsku.[6]

### Fundátor
Pešina roku 1670 zakoupil panství Obořiště, pro něž císař Leopold I. roku 1678 udělil povolení k založení kláštera paulínů. Pešina svou fundaci závětí z roku 1680 ještě rozšířil. Klášter řádu paulínů s kostelem sv. Josefa v Obořišti byl činný až do roku 1786, kdy jej císař zrušil a panství odkoupili Colloredo-Mansfeldové.
Akt založení kláštera s portrétem T. J. Pešiny zpodobnil Jan Václav Spitzer na klenbě klášterního sálu, dále je vyobrazen v olejomalbě malíře Františka Liechtenreittera (dnes na faře) a reprodukován v grafickém listu z doby kolem roku 1750.

### Smrt

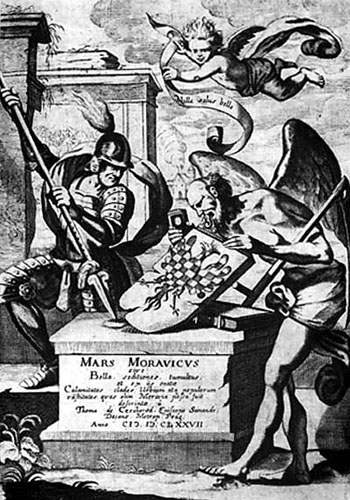
Titulní list knihy Mars Moravicus… z r. 1677

Slavný rodák z Počátek zemřel na morovou nákazu při velké morové epidemii ve věku 50 let 3. srpna 1680. Byl pohřben do hrobu ve svatovítské katedrále, v podlaze před oltářem sv. Cyrila a Metoděje. Náhrobní deska s rodovým erbem a nápisem byla vyjmuta při rekonstrukci dlažby kolem roku 1910, zčásti se dochovala.

## Dílo
- Mapa lanšperského panství – nakreslil ji s vyznačením národnostního složení a požadoval, aby se v českých obcích kázalo česky a ve smíšených obcích česky alespoň každou druhou neděli.
- Prodromus Moravographiae 1663
- Moravopis – pětisvazkové dílo o Moravě.
- Ucalegon Germaniae, Italiae et Poloniae: Hungaria, flamma belli Turcici ardens 1663 – historie tureckých nájezdů, varování před tureckým nebezpečím.
- Phosphorus septicornis, stella alias matutina... 1673– Popis dějin a oslava Svatovítského chrámu, katalog relikvií.
- Thesaurus in lucem Procractus, sive S. Mercurius... 1674– dějiny a katalog svatých ostatků v chrámu svatého Víta a jeho pokladu.
- Tomáš Pešina z Čechorodu. Mars Moravicus. Sive bella horrida et cruenta, seditiones, tumultus, praelia, turbae & ex ijs enatae crebrae et funestae rerum mutationes, dirae calamitates, incendia, clades, agrorum depopulationes, urbium vastitates, aedium sacrarum et prophanarum ruinae, arcium et oppidorum eversiones, pagorum cineres, populorum excidia, & alia id genus mala, quae Moravia hactenus passa fuit. Praha: Jan Arnold z Dobroslavína, 1677. [24], 958 [spr. 956], [16] s., [3]. Dostupné online. (lat)[nedostupný zdroj]
- Prodromus Moraviographiae – vydáno r. 1663, základní vlastivědné údaje a stručný přehled dějin Moravy.

Dále napsal různé příležitostné tisky, např. k oslavě arcibiskupa Jana Viléma z Kolowrat roku 1669. Podílel se na překladu díla Martyrologium aneb Pašionál svaté římské církve, jež vyšlo s jeho podporou. Byl spoluzakladatelem a redaktorem edice Dědictví svatojanské.